# Boleslau I de Polònia
  Boleslau I de Polònia  (polonès: Bolesław I Chrobry)  (Poznań, 967 - Gniezno, 17 de juny de 1025) Boleslau I el Valent (en polonès: Bolesław I Chrobry), en el passat també conegut com a Boleslau I el Gran (en polonès: Bolesław I Wielki), de la Dinastia Piast. Fill del duc Miecislau I de Polònia i de la seva primera muller, la princesa de Doubravka de Bohèmia, va governar com a Duc de Polònia, de 992 a 1025, i com a Rei de Polònia el 1025.

## Biografia
El 984 Boleslau es casà amb Oda de Meissen, filla de Rikdag, marcgravi de Meissen. Posteriorment es casà amb Judit d'Hongria, filla del Gran Duc Géza d'Hongria; després amb Emnilda, filla de Dobromir, duc de Lusàcia i finalment amb Oda d'Haldensleben, una altra filla del marcgravi de Meissen. Les seves mullers li donaren fills, incloent-hi Bezprym, Miecislau II i Otó; i les filles, Mathilde i Regelinda, que esdevindria la muller de Herman I de Meissen. Després de la mort del seu pare al voltant de 992, Boleslau va d'expulsar la segona muller del seu pare, Oda d'Haldensleben, i els seus fills, i va unir el país una altra vegada.
El 997 Boleslau enviava a Adalbert de Praga a Prússia, al Mar Bàltic, en una missió per convertir els pagans prussians al cristianisme - un intent que acabaria amb el martiri d'Adalbert i la subsegüent canonització.
Del seu pare, havia heretat el seu principat, centrat en Gran Polònia, al llarg de la vall del riu Warta, molt més petit que l'actual Polònia. Pel 997, Boleslau ja posseïa Silèsia i Pomerània (amb la seva ciutat principal, Gdańsk) i Petita Polònia (amb la seva ciutat principal, Cracòvia). El 999 Boleslau annexionava la Moràvia actual, i el 1000 o 1001, parts de l'Eslovàquia actual.
El 1000, l'emperador Otó III, de camí de pelegrinatge a la tomba d'Adalbert de Praga a Gniezno, va investir Boleslau amb el títol de Frater et Cooperator Imperii ("Germà i Cooperador de l'Imperi"). Alguns historiadors manifesten que l'emperador també atorgava una corona reial a Boleslau. Durant aquella mateixa visita, Otó III acceptava l'estatus de Gniezno com a arxibisbat.

### Incorporació de Lusàcia i Strehla

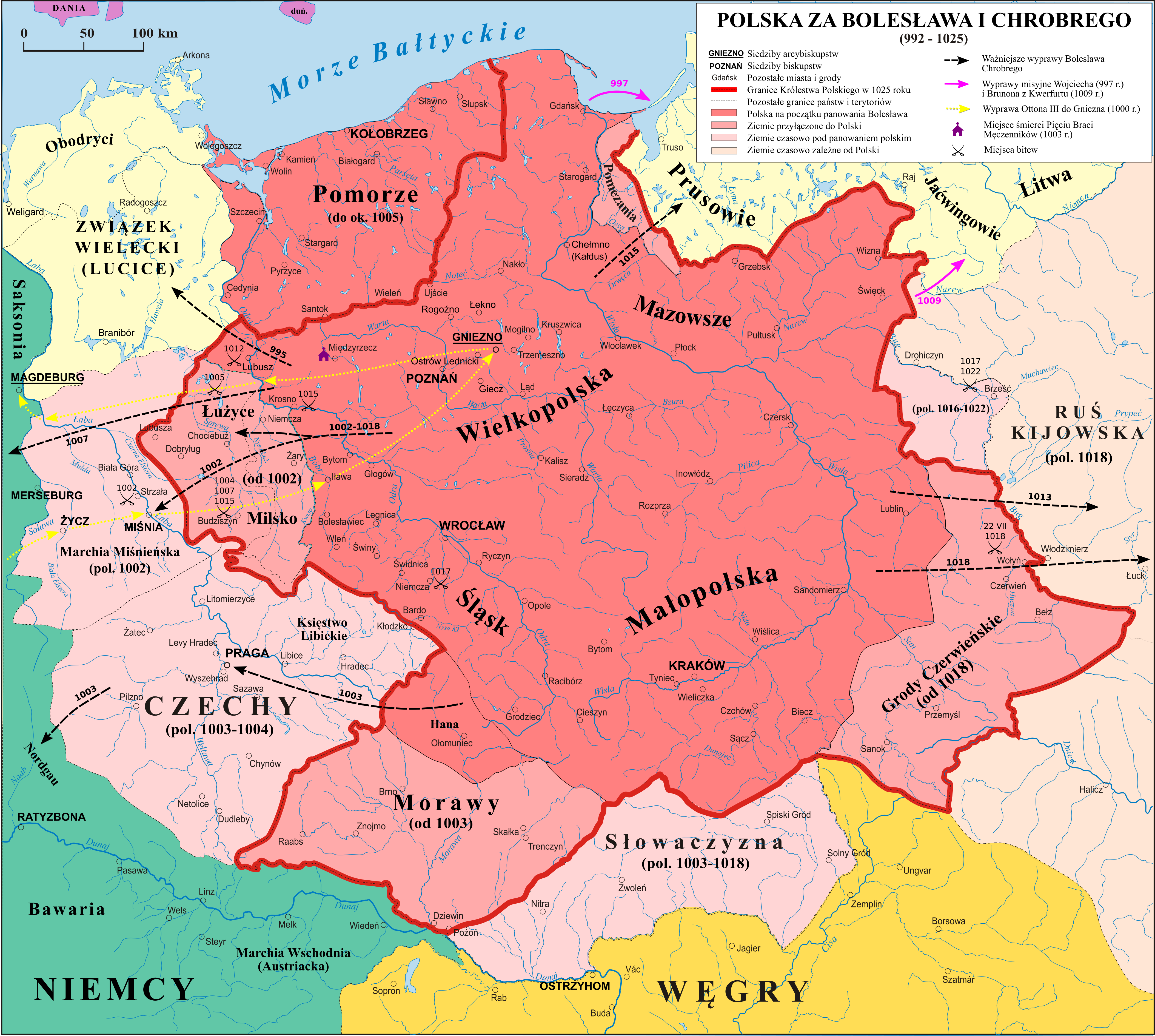
Dominis de Boleslau I de Polònia (992-1025)

Després de la mort de l'emperador Otó III tres candidats competiren per la corona alemanya, i Enric IV de Baviera va prometre el marcgraviat de Meissen a Boleslau a canvi de la seva ajuda contra Eccard I de Meissen, el seu rival més poderós. Eccard va ser assassinat el 30 d'abril de 1002 permetent a Enric derrotar al seu últim oponent, Herman II de Suàbia. Tement que Enric estigués del costat dels membres de la jerarquia de l'Església alemanya desfavorables a Polònia, i aprofitant el caos que va seguir la mort del marcgravi i el conflicte d'Enric amb Enric de Schweinfurt, Boleslau va envair Lusàcia i Meissen. Va apoderar-se de la Marca Geronis fins a l'Elba, Bautzen i Strehla. A finals de juliol, va participar en una reunió dels senyors saxons on Enric de Baviera, que mentrestant havia estat coronat rei d'Alemanya, només va confirmar la possessió de Lusàcia a Boleslau i va concedir Meissen a Gunzelí germà d'Eccard, i Strehla a Herman, el fill gran d'Eccard. La relació entre Enric i Boleslau es va tensar després que uns assassins van intentar assassinar Boleslau a Merseburg, perquè va acusar el rei de conspiració contra ell. Com a represàlia, es va apoderar i cremar Strehla i va portar-se els habitants de la ciutat en captivitat.
L'any 1002 una revolta va deposar Boleslau III de Bohèmia, i Přemyslid Vladivoj amb el suport de Boleslau I de Polònia es va convertir en duc de Bohèmia, i va aconseguir el suport d'Enric II, que va cedir-li el Ducat de Bohèmia com a feu reial. Enric es va passar els anys següents consolidant el seu poder polític dins les fronteres alemanyes. Quan Vladivoj va morir en 1003, Boleslau I de Polònia va envair Bohèmia i Moràvia reposant Boleslau III, però el 1004 Enric II va dirigir una reeixida campanya per recuperar els territoris, cedint el ducat de Bohèmia a Jaromír de Bohèmia, posant-la definitivament sota jurisdicció imperial,

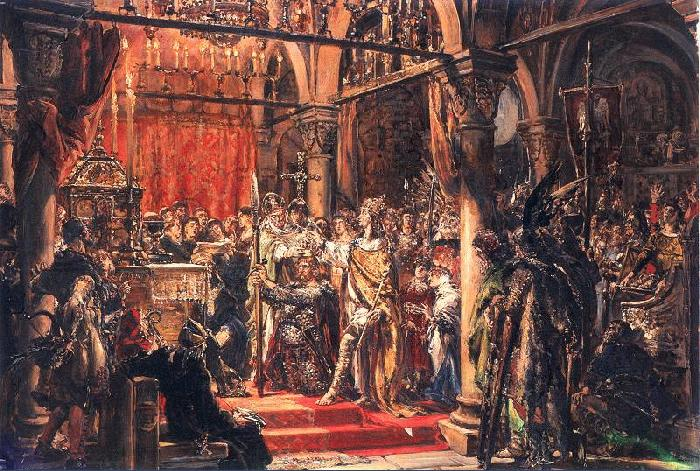
"Coronació del Primer Rei de Polònia", imaginada per Jan Matejko, 1889, oli sobre tela, Castell Reial, Varsòvia.

A instàncies del seu gendre Sviatopolk I de Kíev, el duc polonès va intervenir en els seus afers: no solament expulsava Iaroslau I de Kíev, sinó que possiblement desplegava les seves tropes a la capital russa aproximadament durant mig any. Era durant aquesta campanya que Boleslau annexionava la Rutènia vermella.
Boleslau va enviar un exèrcit el 1015 per ajudar el seu amic, i probablement nebot, Canut II de Dinamarca en la seva conquesta d'Anglaterra.

## Guerra a Kíev (1018)
Boleslau va organitzar la seva primera expedició cap a l'est el 1013, per recuperar les Fortaleses Vermelles, però els combats decisius havien de tenir lloc el 1018 després de la signatura de la pau de Bautzen quan va donar suport al seu gendre Sviatopolk I de Kíev en la seva disputa amb el seu germà Iaroslau per l'herència de Vladímir I de Kíev.
A petició de Sviatopolk I, en el que es va conèixer com l'expedició de Kíev de 1018, el duc polonès va enviar una expedició a Rus de Kíev amb un exèrcit de 2.000–5.000 guerrers polonesos, a més dels 1.000 petxenegs, 300 cavallers alemanys i 500 mercenaris magiars. Després de reunir les seves forces durant el juny, Boleslau va conduir les seves tropes a la frontera al juliol i el 23 de juliol a la vora del riu Buh, prop de Wołyń, va derrotar les forces de Iaroslau I de Kíev, príncep de Kíev, en el que es va conèixer com la batalla del riu Buh. Totes les fonts primàries coincideixen que el príncep polonès va guanyar la batalla. Iaroslau es va retirar cap al nord cap a Nóvgorod, obrint el camí a Kíev. La ciutat, que va patir els incendis causats pel setge petxeneg, es va rendir en veure la principal força polonesa el 14 d'agost. L'exèrcit que entrava, liderat per Boleslau, va ser acollit cerimonialment per l'arquebisbe local i la família de Vladímir. Segons la llegenda popular, Boleslau va tallar la seva espasa (Szczerbiec) colpejant la Porta daurada de Kíev. Encara que Sviatopolk va perdre el tron poc després i va perdre la vida l'any següent, durant aquesta campanya Polònia va tornar a annexionar les Fortaleses Vermelles, més tard anomenades Rutènia Roja, perduda pel pare de Boleslau l'any 981.
Les guerres intermitents amb el Sacre Imperi Romanogermànic acaben amb la Pau de Bautzen el 1018, annexionant Sorb, Meissen i Lusàcia.

## Últims anys (1019-1025)
Szczecin fou conquerida per Boleslau en 1121 tancant la conquesta de Pomerània, i es va aliar amb Sigurd I de Noruega i Nicolau de Dinamarca en la Croada de Kalmar.
L'emperador Enric II obligava a Boleslau a comprometre el seu feu una altra vegada a canvi de les terres que retenia. Després de la mort d'Enric el 1024, Boleslau era coronat rei (1025), alçant Polònia a la posició de regne. Era doncs el primer rei polonès, havent estat els seus predecessors "prínceps". Els historiadors disputen la data exacta de la coronació de Boleslau. L'any 1025 és el més acceptat pels estudiosos, tot i que l'any 1000 també és probable. Segons un epitafi, la coronació va tenir lloc quan Otó va atorgar a Boleslau les insignes reials al Congrés de Gniezno. No obstant això, fonts alemanyes independents van confirmar que després de la mort d'Enric II el 1024, Boleslau va aprofitar l'interregne a Alemanya i es va coronar rei el 1025. En general s'assumeix que la coronació va tenir lloc el diumenge de Pasqua  encara que Tadeusz Wojciechowski creu que la coronació va tenir lloc abans d'això, el 24 de desembre de 1024. La base d'aquesta afirmació és que les coronacions de reis se celebraven normalment durant les festes religioses. El lloc exacte de la coronació també és molt debatut, sent les catedrals de Gniezno o Poznań els llocs més probables. Polònia va ser elevada després al rang de regne davant el seu veí, Bohèmia.
Wipo de Borgonya a la seva crònica descriu l'esdeveniment:
| «                              | [L'any 1025] Boleslau [de la nació eslava], duc dels polonesos, va prendre al rei Conrad la insígnia reial i el nom reial. La mort va acabar ràpidament amb la seva temeritat. | » |
| — Wipo: The Deeds of Conrad II | |   |

Es creu que Boleslau va haver de rebre el permís per a la seva coronació del nou elegit papa Joan XIX. Se sabia que Joan era corrupte, i és probable que el consentiment s'hagués obtingut mitjançant suborns. Tanmateix, Roma també esperava una aliança potencial per defensar-se de l'emperador romà d'Orient Basili II, que va llançar una expedició militar per recuperar l'illa de Sicília i podria amenaçar posteriorment els Estats Pontificis des del sud. Stanisław Zakrzewski va avançar la teoria que la coronació tenia el consentiment tàcit de Conrad II i que el papa només va confirmar aquest fet. Això es corrobora amb la confirmació de Conrad del títol reial a Miecislau II, el seu acord amb els comtes de Tusculum i les interaccions papals amb Conrad i Boleslau.

## Mort i enterrament

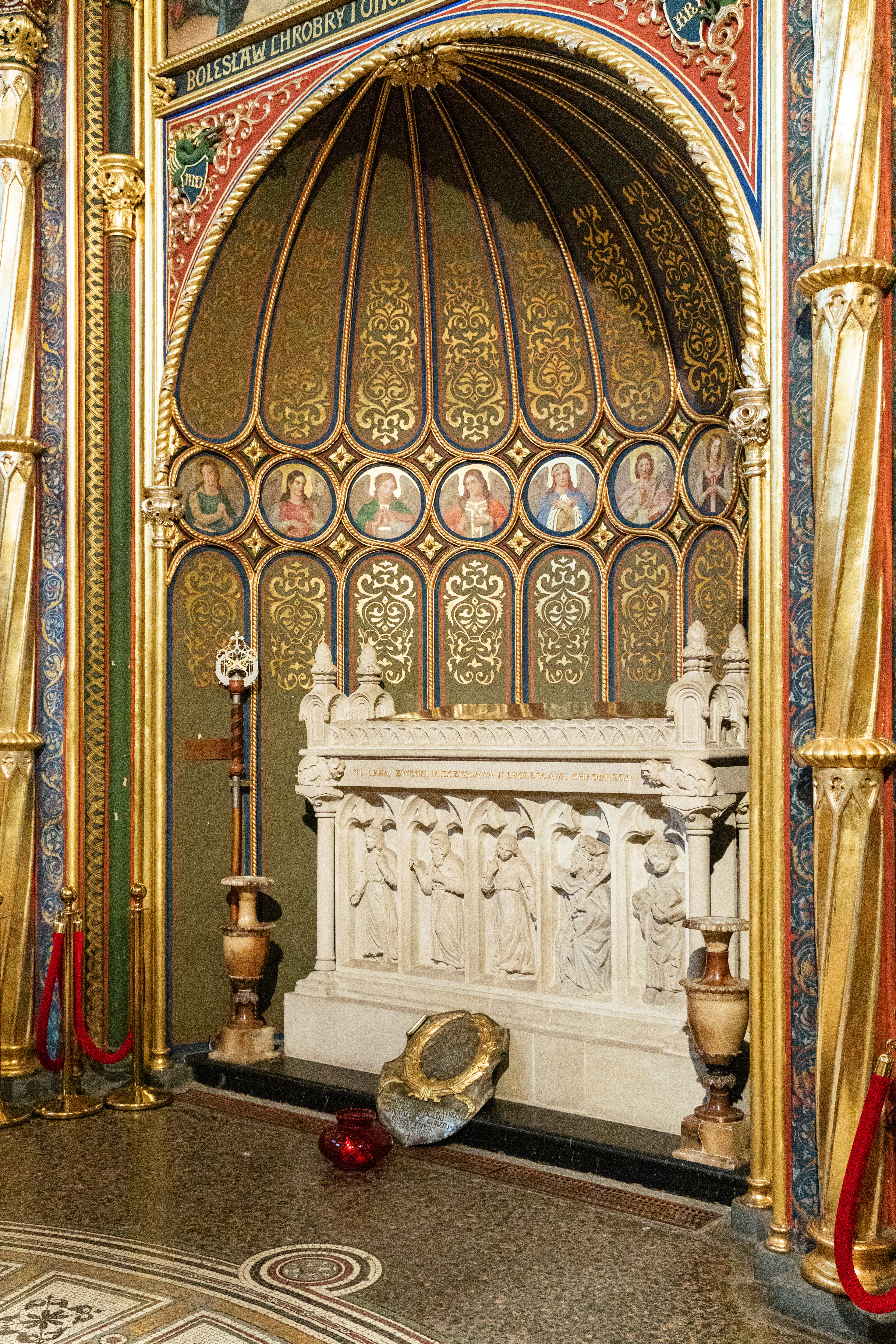
Tomba de Bolesław i el seu pare, Miecislau, dins de la capella daurada de la catedral de Poznań

Segons Cosmas de Praga, Boleslau I va morir poc després de la seva coronació el 17 de juny de 1025. Ja en edat avançada per a l'època, la veritable causa de la mort es desconeix i segueix sent una qüestió d'especulació. El cronista Jan Długosz (i un seguit d'historiadors i arqueòlegs moderns) escriu que Bolesław va ser enterrat a la basílica de l'Arxicatedral de Sant Pere i Sant Pau de Poznań. Al segle xiv, Casimir III va ordenar la construcció d'un nou sarcòfag, presumiblement gòtic, al qual va traslladar les restes de Boleslau.
El sarcòfag medieval va ser parcialment danyat el 30 de setembre de 1772 durant un incendi, i completament destruït el 1790 a causa de l'enfonsament de la torre sud. Les restes de Boleslau van ser posteriorment excavades de les runes i traslladades a la sala capitular de la catedral. Tres fragments d'os van ser donats a Tadeusz Czacki el 1801, a petició seva. Czacki, un notable historiador, pedagog i numismàtic polonès, va col·locar un dels fragments d'os al seu mausoleu ancestral a Poryck (ara Pavlivka) a la regió de Volínia; les altres dues van ser lliurades a la princesa Isabela Czartoryska, que les va col·locar al seu recentment fundat Museu Czartoryski de Puławy.
Després de molts girs històrics, el lloc d'enterrament de Bolesław I va romandre finalment a la catedral de Poznań, a la Capella Daurada. El contingut del seu epitafi és conegut pels historiadors. És l'epitafi de Boleslau, que, en part, prové de la làpida original, que és una de les primeres fonts (datada en el període immediatament posterior a la mort de Boleslau, probablement durant el regnat de Miecislau II) que va donar al rei la seva àmplia sobrenom conegut de Brau (en polonès: Chrobry). Més tard, Gallus Anonymus, al capítol 6 de la seva Gesta principum Polonorum , va nomenar el governant polonès com a Bolezlavus qui dicebatur Gloriosus seu Chrabri.
El fill de Boleslau, Miecislau II Lambert, va ser coronat rei immediatament a la mort del seu pare.

## Família

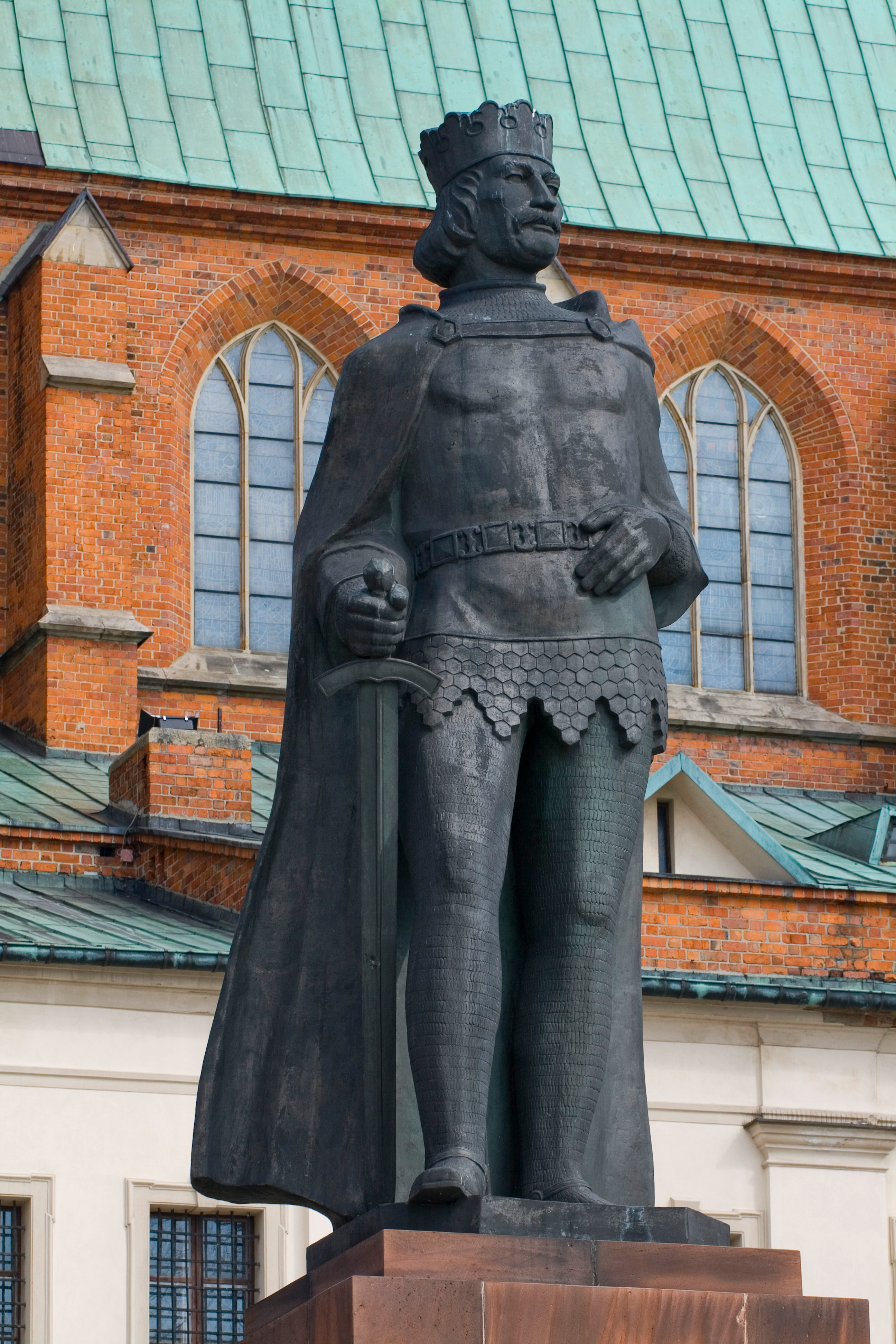
Monument a Boleslau el valent a Gniezno, creat per Marcin Rożek el 1925. Destruït el 1939 i reconstruït el 1985 per Jerzy Sobociński.

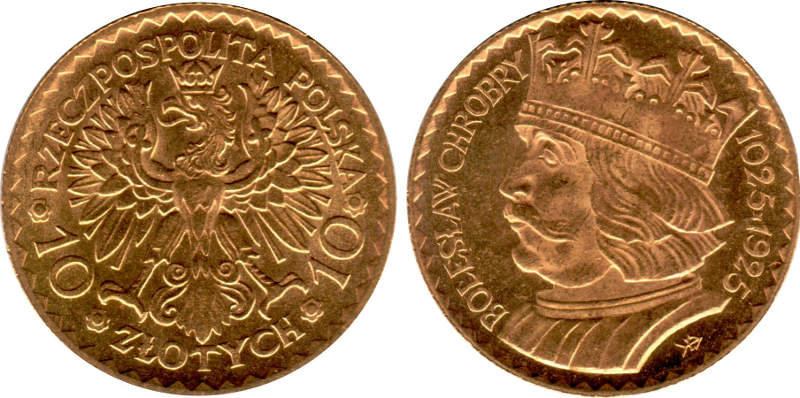
Moneda de 10 zlòtic amb Boleslau Chrobry (1925)

El contemporani Thietmar de Merseburg va registrar els matrimonis de Boleslau, esmentant també els seus fills. La primera esposa de Boleslau era una filla de Rikdag, marcgravi de Meissen. L'historiador Manteuffel diu que el matrimoni va ser concertat a principis dels anys 80 per Miecislau I que volia enfortir els seus vincles amb els senyors saxons i permetre que el seu fill succeís Rikdag a Meissen. Boleslau la va enviar més tard, segons el Chronicon de Thietmar. L'historiador Marek Kazimierz Barański escriu que Boleslau va repudiar la seva primera dona després de la mort del seu pare el 985, fet que va deixar el matrimoni sense cap valor polític.
Boleslau «va prendre una dona hongaresa» com a segona dona. La majoria dels historiadors l'identifiquen com una filla del governant hongarès Géza, però aquesta teoria no ha estat universalment acceptada. Va donar a llum un fill, Bezprym, però Boleslau la va repudiar.
La tercera esposa de Boleslau, Emnilda, era filla del venerable senyor Dobromir. El seu pare era un príncep eslau occidental o lequita, ja sigui un governant local de l'actual Brandenburg que estava estretament relacionat amb la dinastia imperial otoniana, o l'últim príncep independent dels Vístulans, abans de la seva incorporació a Polònia. Wiszewski data el matrimoni de Boleslau i Emnilda l'any 988. Emnilda va exercir una influència beneficiosa sobre Boleslau, reformant el caràcter inestable del seu marit, segons l'informe de Thietmar de Merseburg. La filla gran (sense nom) de Boleslau i Emnilda era una abadessa d'una abadia no identificada. La seva segona filla Regelinda, que va néixer l'any 989, va ser donada en matrimoni amb Herman I, marcgravi de Meissen l'any 1002 o 1003. Miecislau II Lambert que va néixer l'any 990  va ser el fill predilecte i successor de Boleslau. Es desconeix el nom de la tercera filla de Boleslau i Emnilda, que va néixer l'any 995; es va casar amb Sviatopolk I de Kíev entre 1005 i 1012. El fill petit de Boleslau, Otto, va néixer l'any 1000.
El quart matrimoni de Boleslau, des de 1018 fins a la seva mort, va ser amb Oda (c. 995–1025), filla del marcgravi Eckard I de Meissen. Van tenir una filla, Matilde (c. 1018–1036), promesa (o casada) el 18 de maig de 1035 amb Otó de Schweinfurt.
Predslava, filla de Vladímir I de Kíev i de Rogneda, que, juntament amb la seva germana Mstislava, havia pres de Kíev el 1018, era la seva concubina.

### Matrimonis i problemes
Oda de Meissen, filla de Rikdag
Dona hongaresa desconeguda (de vegades identificada com Judit d'Hongria):
1. Bezprym (c. 986–1032) - esdevingué duc de Polònia

Emnilda, filla de Dobromir de Lusàcia:
1. Abadessa desconeguda d'una abadia no identificada

1. Regelinda (c. 989 - 21 de març després de 1014), es va casar amb Herman I de Meissen.

1. Miecislau II Lambert (c. 990 - 10/11 de maig de 1034), esdevingué rei i, després del seu destronament, va recuperar el poder com a duc de Polònia

1. Filla desconeguda, es va casar amb el Gran Príncep Sviatopolk I de Kíev i es va convertir en Gran Princesa de Kíev

1. Otto Bolesławowic (c. 1000–1033)

Oda de Meissen
1. Matilde (c. 1018–1036), promesa amb Otó de Schweinfurt, però el matrimoni va ser rebutjat.

## Galeria

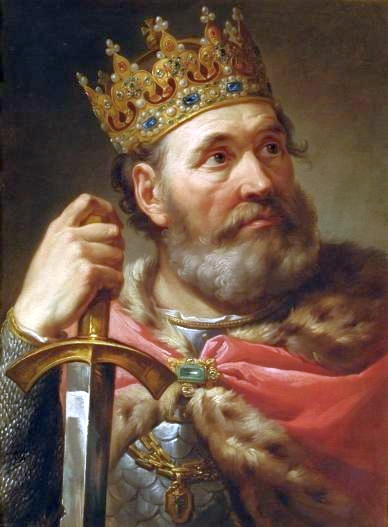
Retrat de Boleslau I el Valent per Marcello Baciarelli, c. 1770
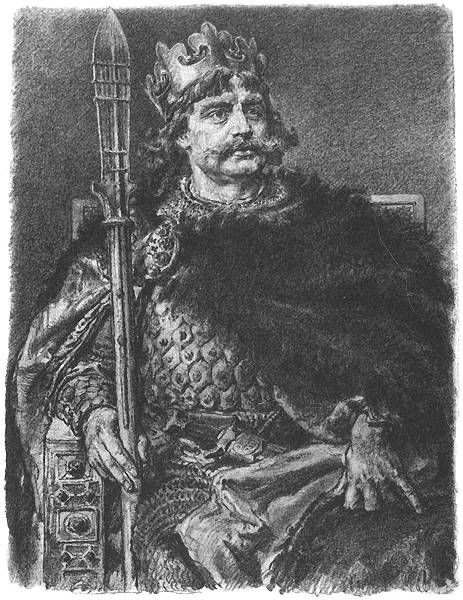
Boleslau I de Polònia, dibuix de Jan Matejko, c. 1890
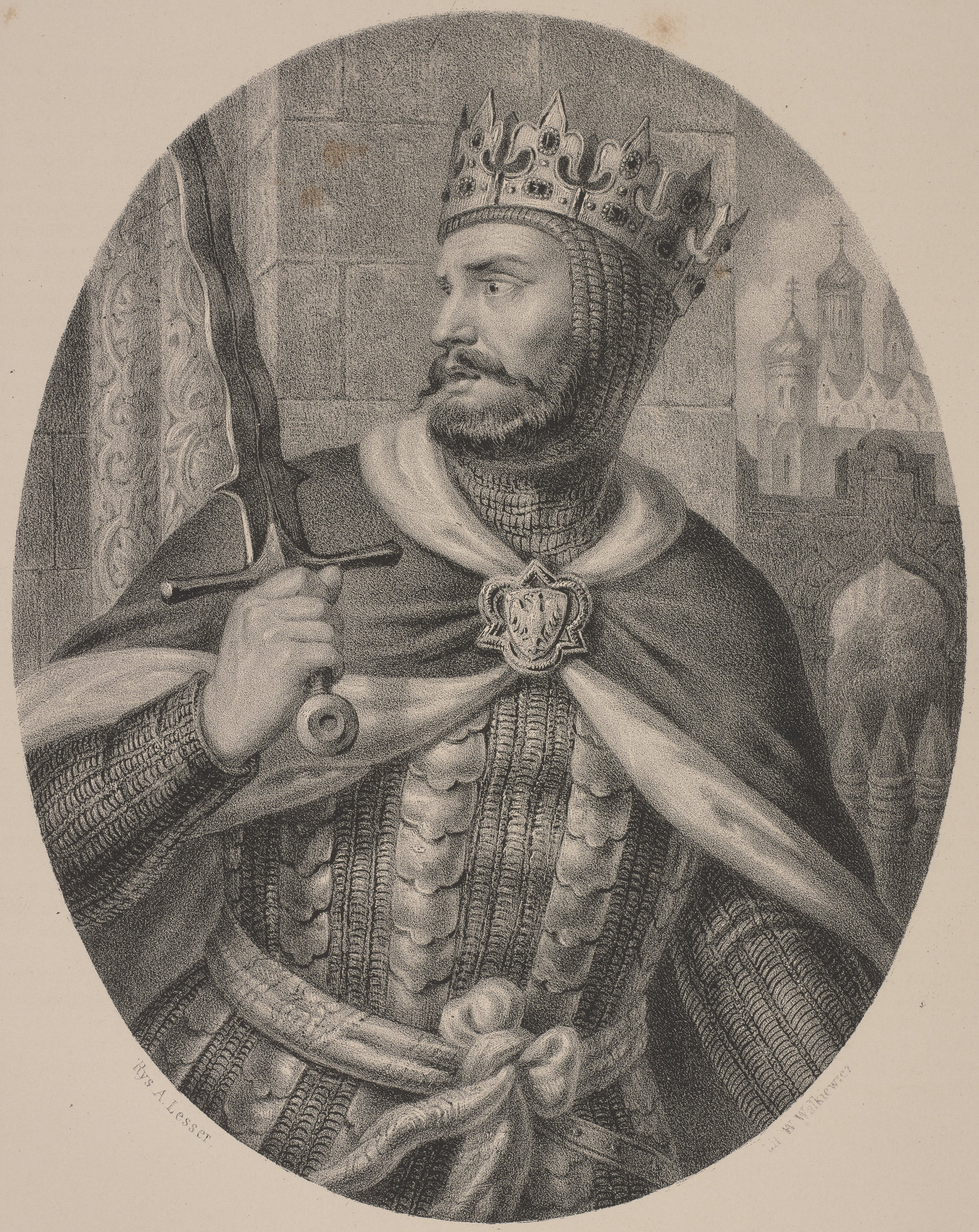
Boleslau I el valent d’Aleksander Lesser
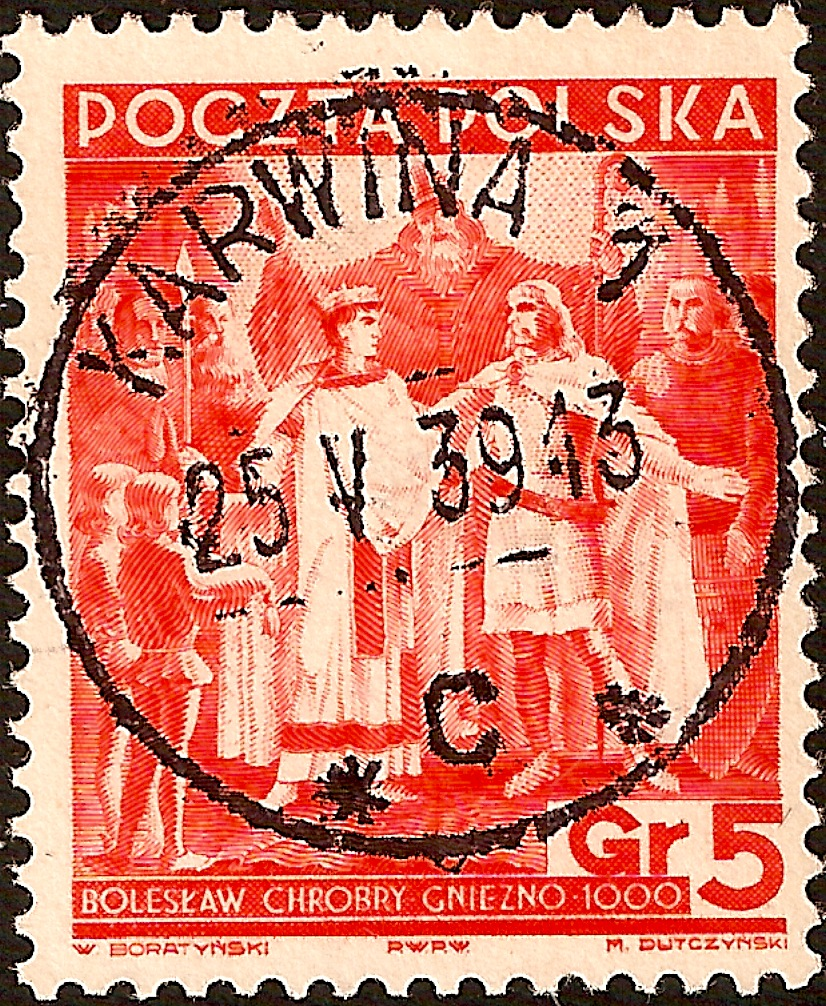
Boleslau en un segell de correus, 1938